# Nostradamus ni Kiite Miro
Nostradamus ni Kiite Miro♪ (ノストラダムスに聞いてみろ♪ 'Nosutoradamusu ni Kiite Miro♪'?, lit. Intenta preguntando a Nostradamus♪) es el primer videojuego del estilo de novela visual hecha por la compañía hermana de Navel, Lime.
La historia trata de una chica que de repente aparece en frente de Nagi Tsukuba, el protagonista, afirmando ser la encarnación de Nostradamus.
Ella afirma que por alguna causa fue su culpa que el mundo no haya acabado en julio de 1999 (como él había predicho en el siglo X), y ese Nostradamus la envió para probar a Nagi que la profecía se respetara.

## Personajes
- Nagi Tsukuba (筑波 那岐 Tsukuba Nagi?): El personaje de entrada en Nostradamus ni Kiite Miro♪ y el papel que el personaje asumirá.
- Stra (ストラ Sutora?) : La proclamada Profecía de Nostradamus. Tiene una personalidad valiente y positiva; tuvo una pequeña experiencia con los hombres.
- Thtya (ティア Tia?) : La encarnación de las palabras del sabio Agastya.
- Kukuri Shirayama (白山 菊理 Shirayama Kukuri?) : Dueña de Thiya. Afirma que en el futuro será la esposa de Nagi.
- Chikuya Seregen (浅間 咲耶 Seregen Chikuya?) : La chica más popular del campus.
- Honoka Akiba (秋葉 穂ノ香 Akiba Honoka?) : La cuñada de Nagi.